# Île Notre-Dame
Île Notre-Dame är en konstgjord ö i Montréal i Kanada.   Den ligger i Saint Lawrencefloden i provinsen Québec, i den sydöstra delen av landet, 170 km öster om huvudstaden Ottawa.
Ön utgör en del av Parc Jean-Drapeau och anlades för världsutställningen Expo 67.
Runt Île Notre-Dame är det i huvudsak tätbebyggt. Runt Île Notre-Dame är det mycket tätbefolkat, med 1 411 invånare per kvadratkilometer.